# Santa Chiara (Roma)
Santa Chiara ou Igreja de Santa Clara é uma igreja de Roma, Itália, localizada no rione Pigna, a antiga região do Campo de Marte, dedicada a Santa Clara de Assis. A igreja está na esquina da Via Santa Chiara e da Via di Torre Argentina, exatamente onde ela se torna a Via della Rotonda. Está a aproximadamente um quarteirão ao sul do Panteão, na Piazza Santa Chiara. É uma das igrejas nacionais da França na cidade.

## História
Santa Chiara foi fundada por São Carlos Borromeo, que construiu um convento franciscano – atualmente utilizado pelo Pontifício Seminário Francês – e a igreja sobre as ruínas das Termas de Agripa em 1592. A igreja foi restaurada em 1627, mas, em algum momento depois disso, o teto desabou e ela foi abandonada.
Em 1883, a Congregação do Espírito Santo adquiriu a propriedade e reconstruiu a igreja, dando-lhe uma nova fachada com base num projeto de Luca Carimini em 1888. No nível inferior, a porta principal está emoldurada por colunas que sustentam um tímpano semicircular com uma decorada luneta. Dos lados estão nichos com tímpanos triangulares, encimados por janelas circulares. No andar superior estão sete janelas coroadas por bustos de santos. Abaixo das janelas está uma inscrição em latim:DEO OPTIMO MAXIMO IMMACULATI CORDIS MARIAE IN HONOREM ET LIFE VIRGINIS. O tímpano triangular coroando a fachada está decorado por um relevo de Domenico Bartolini.
No interior, a igreja tem uma nave única. Há afrescos e pinturas de Virginio Monti (1852–1942), o pintor oficial da Igreja Católica nomeado pelo papa Leão XIII. O altar-mor ostenta uma peça-de-altar, "Sagrada Família", de Virginio Monti.
A igreja ainda é servida pela Congregação do Espírito Santo. 

## Galeria

Imagens da igreja
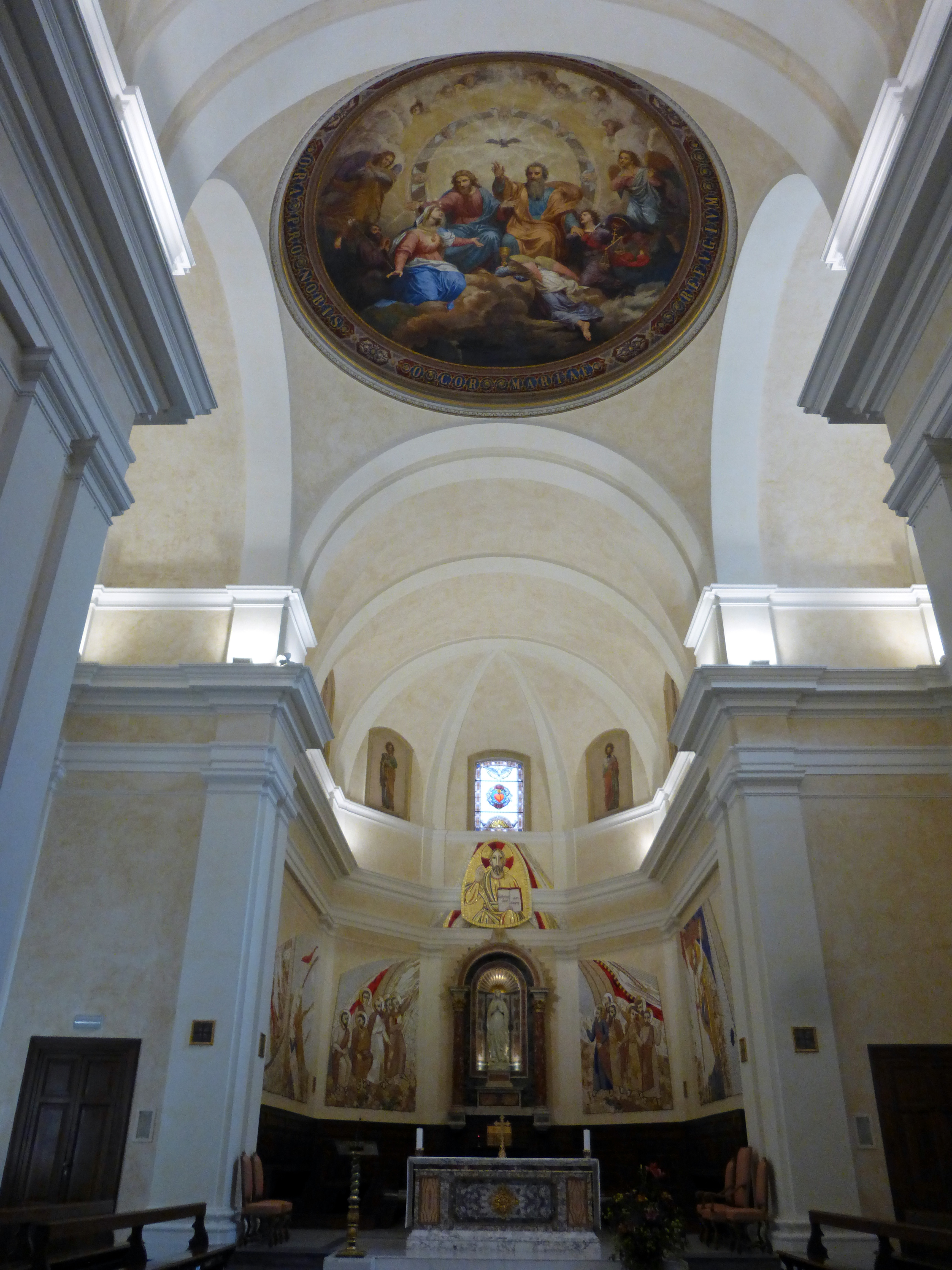
Vista do interior e o altar-mor.
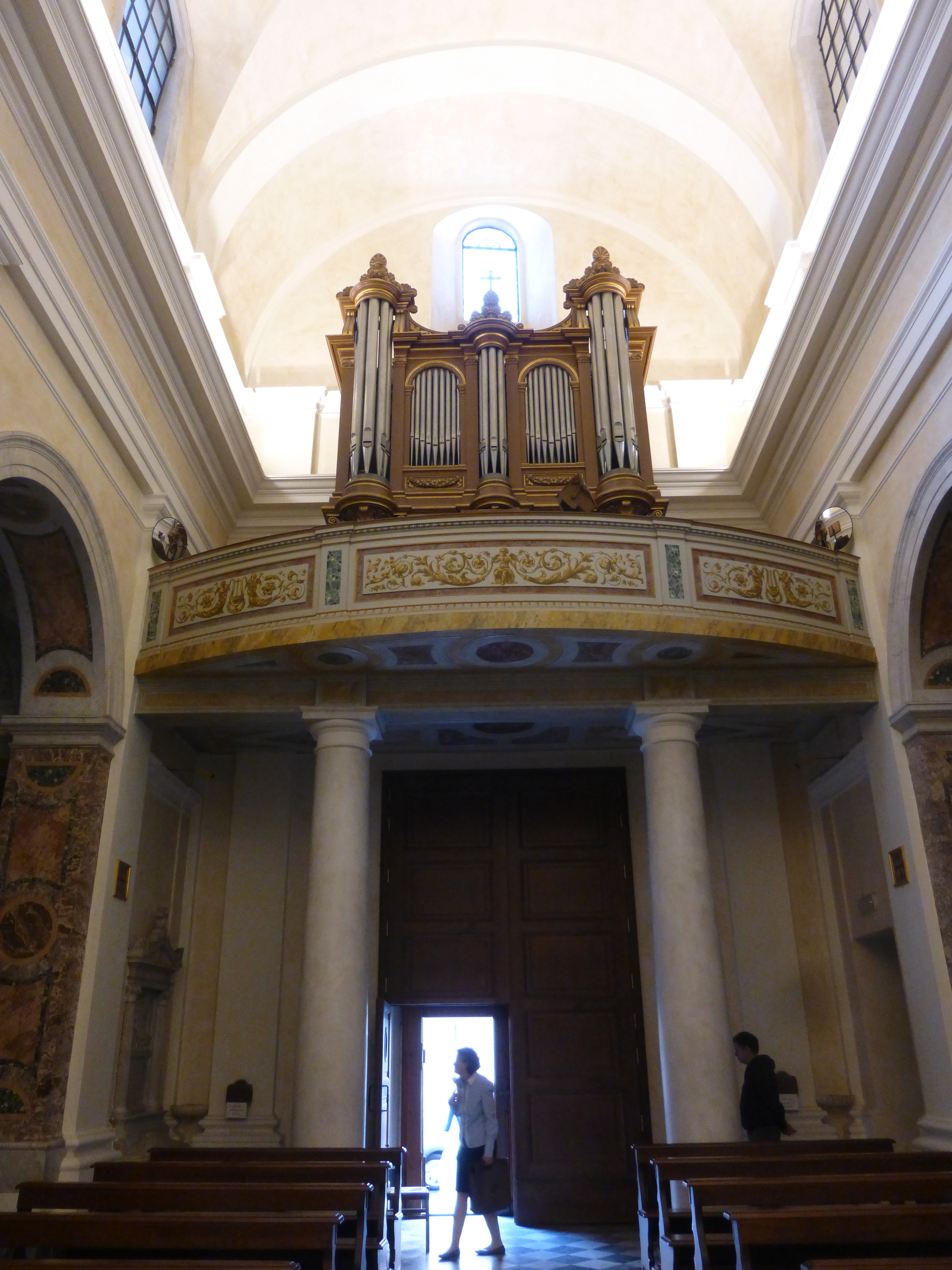
Contra-fachada e o órgão.
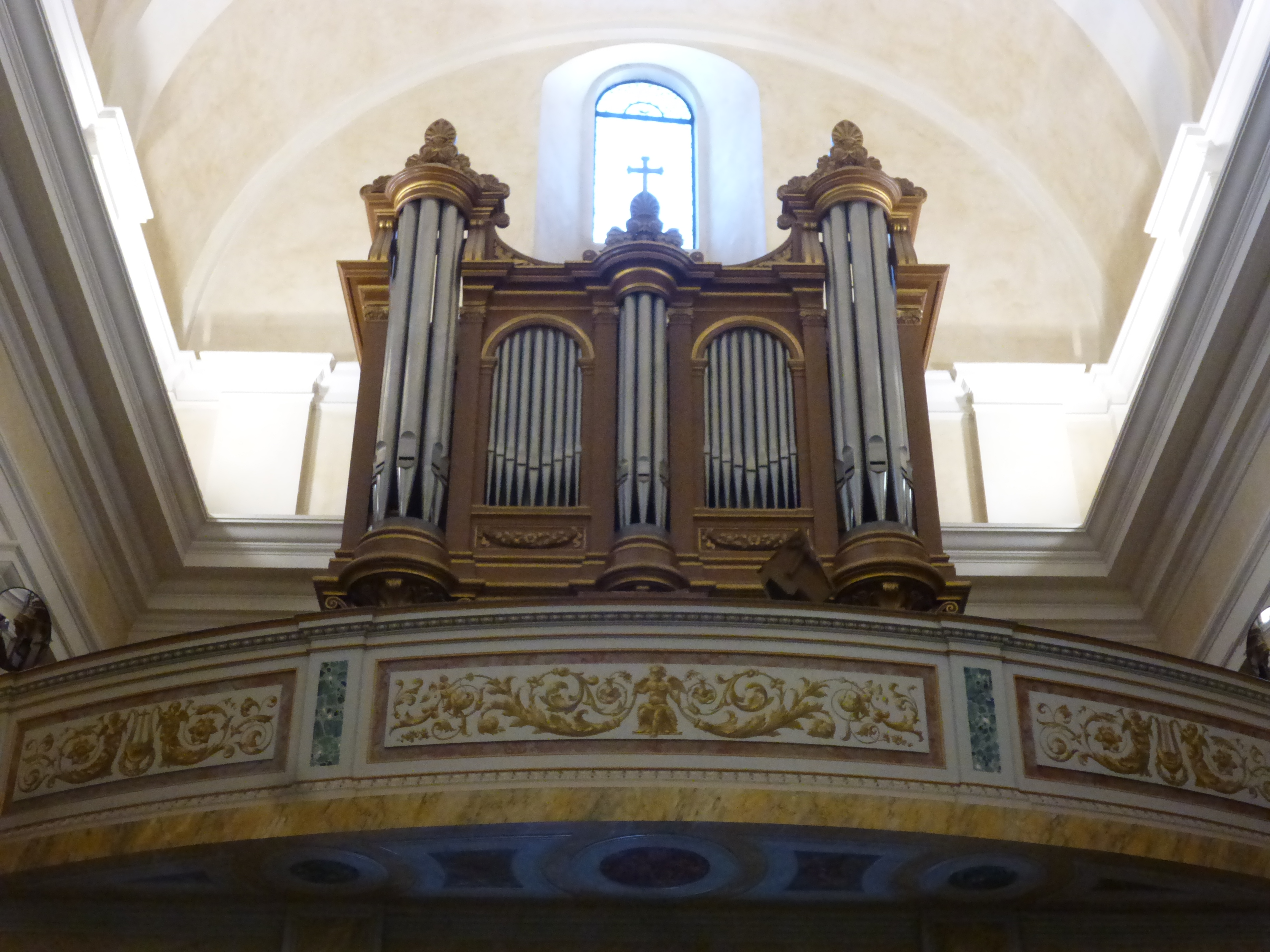
Detalhe do órgão.